# Kolovica
Kolovica (albanisch auch Kolovicë, serbisch Кољовица Koljovica) ist ein Dorf im Kosovo. Kolovica gehört zur Gemeinde Pristina, das vier Kilometer entfernt ist.

## Geographie
Kolovica befindet sich nördlich vom Gërmia-Park; rund vier Kilometer nordöstlich von Pristina.

## Bevölkerung
Zur Volkszählung 2011 hatte Kolovica 2545 Einwohner, davon 2537 Albaner, ein Serbe, ein Türke und ein Balkan-Ägypter. Drei Leute gaben keine Antwort im Bezug auf ihre Ethnie.

### Religion
2011 bekannten sich von den 2545 Einwohnern 2527 zum Islam, einer zum Atheismus und 17 Personen gaben keine Antwort bezüglich ihres Glaubens.

## Verkehr

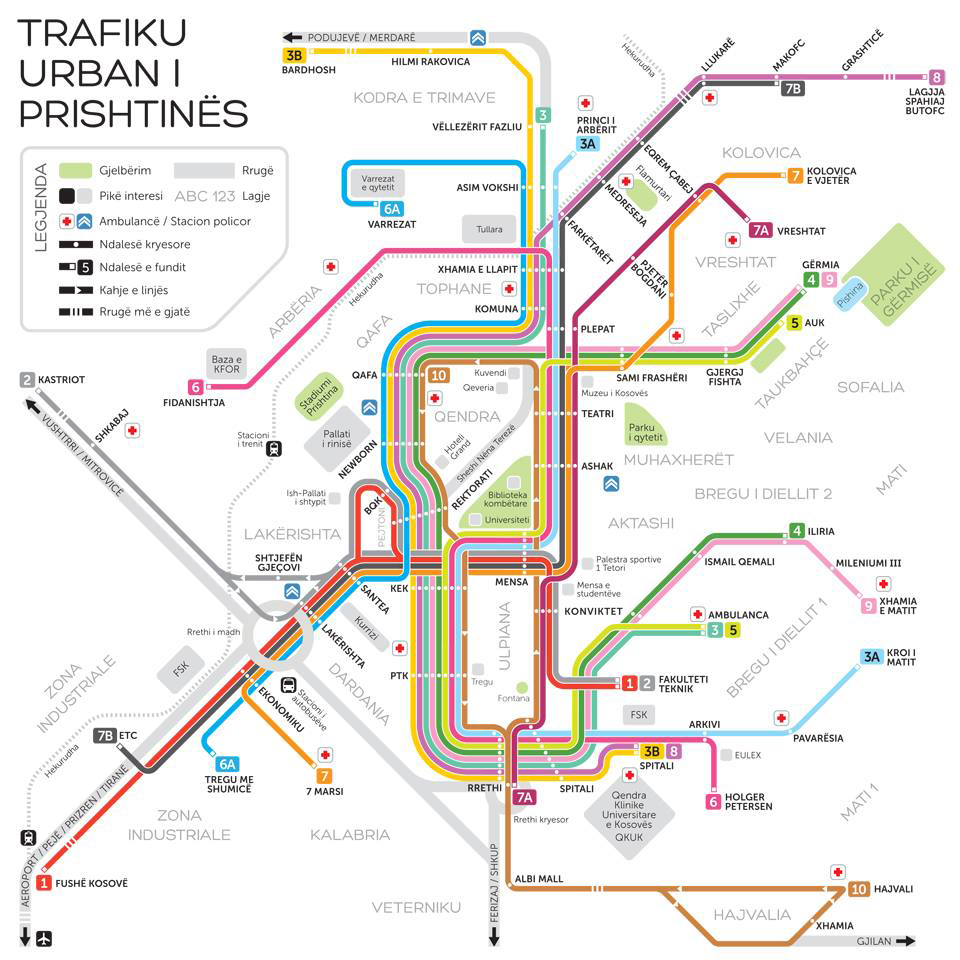
Busnetz der Hauptstadt Pristina

Die Nationalstraße M-9 verläuft westlich des Dorfes. In Kolovica halten Stadtbusse der Linien 7 und 7a und an und fahren in Richtung Pristina.
| Buslinie | Start             | Ende    |
| -------- | ----------------- | ------- |
| 7        | Kolovica e Vjetër | 7 Marsi |
| 7A       | Vreshtat          | Rrethi  |